# Himenòpters
Els himenòpters (Hymenoptera, del grec hymen, 'membrana', i pteron, 'ala') formen un dels majors ordres d'insectes, i comprèn alguns dels insectes més coneguts, com les formigues, els borinots, les abelles i les vespes, entre d'altres. El nom prové de la textura membranosa de les seves ales. Hi ha descrites 153.088 espècies d'himenòpters actuals i 2.429 d'extintes. Només de formigues, es calcula que a la Terra n'hi viuen almenys mil bilions d'individus.
Les femelles solen tenir un ovipositor especial per inserir ous en hostes o llocs que d'una altra manera són inaccessibles. Aquest ovipositor sovint es modifica en un agulló. Les cries es desenvolupen a través de l'holometabolisme (metamorfosi completa), és a dir, tenen una etapa larvària semblant a un cuc i una etapa inactiva abans de madurar.

## Morfologia
Els himenòpters tenen dos parells d'ales membranoses (a les formigues només presenten ales les castes reproductores: reines i mascles). Les ales posteriors són més petites. L'ala anterior i la posterior es mantenen acoblades durant el vol per una sèrie de ganxets anomenats hamulus (plural, hamuli).
Les peces bucals són de tipus mastegador o llepador; en els grups més avançats, especialment a les abelles, el llavi i la maxil·la formen una mena de llengua amb la qual poden absorbir líquids.
Les antenes generalment són de deu o més segments i són relativament llargues. El tars o part final de la pota sol ser de cinc segments.
Les femelles presenten al final de l'abdomen una estructura per a la posta d'ous (l'ovipositor), que en els grups més evolucionats es transforma en un fibló verinós.
El desenvolupament és per metamorfosi completa i la determinació del sexe és pel sistema de haplodiploïdia en el qual el sexe es determina pel nombre de cromosomes que posseeix un individu. Un ou fertilitzat té dos jocs de cromosomes (un de cada progenitor) i origina una femella diploide, mentre que els ous no fecundats originen mascles haploides per partenogènesi. La femella pot controlar quins òvuls es fecunden i quins no i, per tant, el nombre de mascles i femelles que naixeran.

## Taxonomia
L'ordre dels himenòpters s'ha subdividit tradicionalment en dos subordres:
- Symphyta. No tenen cintura (estretament que separa el tòrax de l'abdomen). És un grup parafilètic.[4]
- Apocrita. Tenen cintura molt marcada (cintura de vespa).

Als Països Catalans hi ha espècies dels dos subordres.
Subordre Symphyta (parafilètic)
- Superfamília Cephoidea
- Superfamília Orussoidea
- Superfamília Pamphilioidea
- Superfamília Siricoidea
- Superfamília Tenthredinoidea
- Superfamília Xiphydrioidea
- Superfamília Xyeloidea

Subordre Apocrita
- Infraordre Parasitica (parafilètic)
  - Superfamília Ceraphronoidea
  - Superfamília Chalcidoidea
  - Superfamília Cynipoidea
  - Superfamília Diaprioidea
  - Superfamília Evanioidea
  - Superfamília Ichneumonoidea
  - Superfamília Megalyroidea
  - Superfamília Mymarommatoidea
  - Superfamília Platygastroidea
  - Superfamília Proctotrupoidea
  - Superfamília Stephanidae
  - Superfamília Stephanoidea
  - Superfamília Trigonalyoidea
- Infraordre Aculeata
  - Superfamília Apoidea
  - Superfamília Chrysidoidea
  - Superfamília Vespoidea

## Reproducció

### Determinació del sexe
En la majoria dels himenòpters, potser en tots, el sexe està determinat pel nombre de cromosomes que posseeix un individu. Els ous fecundats obtenen dos jocs de cromosomes (un dels respectius gàmetes de cada progenitor) i es converteixen en femelles diploides, mentre que els ous no fecundats només contenen un conjunt (de la femella) i es desenvolupen en mascles haploides. L'acte de fecundació està sota el control voluntari de la femella ponedora, donant-li el control del sexe de la seva descendència. Aquest fenomen s'anomena haplodiploïdia.
Tanmateix, els mecanismes genètics reals de la determinació del sexe haplodiploide poden ser més complexos que el simple nombre de cromosomes. En molts himenòpters, el sexe està realment determinat per un sol locus genètic amb molts al·lels. En aquestes espècies, els haploides són mascles i els diploides heterozigots al locus sexual són femelles, però de vegades un diploide serà homozigot al locus sexual i es desenvoluparà com a mascle, en canvi. Això és especialment probable que passi en una persona els pares de la qual eren germans o altres parents propers. Se sap que els mascles diploides es produeixen per consanguinitat en moltes espècies de formigues, abelles i vespes. Els mascles biparentals diploides solen ser estèrils, però es coneixen algunes espècies que tenen mascles diploides fèrtils.
Una conseqüència de l'haplodiploïdia és que les femelles de mitjana tenen més gens en comú amb les seves germanes que no pas amb les seves pròpies filles. Per això, la cooperació entre femelles afins pot ser inusualment avantatjosa, i s'ha plantejat la hipòtesi que contribueix als múltiples orígens de l'eusocialitat dins d'aquest ordre. En moltes colònies d'abelles, formigues i vespes, les femelles obreres retiraran els ous posats per altres treballadors a causa de l'augment de la relació amb els germans directes, un fenomen conegut com a policia obrera.
Una altra conseqüència és que els himenòpters poden ser més resistents als efectes nocius de la consanguinitat. Com que els mascles són haploides, qualsevol gen recessiu s'expressarà automàticament, exposant-los a la selecció natural. Així, la càrrega genètica dels gens nocius es purga amb relativa rapidesa.

### Telitòquia
Alguns himenòpters aprofiten la partenogènesi, la creació d'embrions sense fecundació. La telitoquia és una forma particular de partenogènesi en la qual es creen embrions femenins (sense fecundació). La forma de telitoquia en els himenòpters és una mena d'automixis en la qual dos productes haploides (proto-ous) de la mateixa meiosi es fusionen per formar un zigot diploide. Aquest procés tendeix a mantenir l'heterozigosi en el pas del genoma de mare a filla. Es troba en diverses espècies de formigues, com ara la formiga del desert Cataglyphis cursor, la formiga raider clonal Cerapachys biroi, la formiga depredadora Platythyrea punctata, i la formiga elèctrica (petita formiga de foc) Wasmannia auropunctata. També es troba a l'abella melífera del Cap Apis mellifera capensis.
Els oòcits que pateixen automixis amb fusió central sovint tenen una taxa de recombinació creuada reduïda, la qual cosa ajuda a mantenir l'heterozigosi i evitar la depressió endogàmica. Les espècies que mostren fusió central amb recombinació reduïda inclouen les formigues Platythyrea punctata i Wasmannia auropunctata i l'abella melífera del Cap Apis mellifera capensis. En A. m. capensis, la taxa de recombinació durant la meiosi es redueix més de deu vegades. A W. auropunctata la reducció és de 45 vegades.
Les colònies de reines individuals de la formiga de cap estret Formica exsecta il·lustren els possibles efectes nocius de l'augment de l'homozigosi. Les colònies d'aquesta espècie que tenen més reines homozigotes envelliran més ràpidament, el que resulta en una reducció de la supervivència de les colònies.

## Alimentació
Diferents espècies d'himenòpters mostren una àmplia gamma d'hàbits d'alimentació. Les formes més primitives són típicament fitòfagues, s'alimenten de flors, pol·len, fullatge o tiges. Les vespes picadores són depredadores i proveiran les seves larves amb preses immobilitzades, mentre que les abelles s'alimenten de nèctar i pol·len.
Un gran nombre d'espècies són parasitoides com a larves. Els adults injecten els ous en un hoste, que comencen a consumir després de l'eclosió. Per exemple, els ous del Papilio homerus, en perill d'extinció, estan parasititzats a una taxa del 77%, principalment per espècies d'himenòpters. Algunes espècies són fins i tot hiperparasitoides, sent el propi hoste un altre insecte parasitoide. Els hàbits intermedis entre els de les formes herbívores i parasitoides es mostren en alguns himenòpters, que habiten als nius d'altres insectes, robant-los el menjar i, finalment, matant i menjant-se a l'ocupant.

## Classificació
Els himenòpters es divideixen en dos grups; els símfits que no tenen cintura, i els apòcrits que tenen una cintura estreta.

### Símfits
El subordre dels símfits inclou algunes mosques, sirícids i les vespes paràsites de la fusta. El grup pot ser parafilètic, ja que s'ha suggerit que la família Orussidae pot ser el grup del qual va sorgir l'Apocrita. Tenen una unió no estreta entre el tòrax i l'abdomen. Les larves són herbívores, de vida lliure i eruciformes, amb tres parells de potes veritables, prolegs (a cada segment, a diferència dels lepidòpters) i ocels. Els prolegs no tenen ganxets als extrems a diferència de les larves dels lepidòpters.

### Apòcrits
Les vespes, abelles i formigues juntes formen el subordre (i clade) apocrita, caracteritzat per una constricció entre el primer i el segon segments abdominals anomenada cintura de vespa (pecíol), que també implica la fusió del primer segment abdominal amb el tòrax. A més, les larves de tots els apocrita no tenen potes, prolegs o ocels. L'intestí posterior de les larves també roman tancat durant el desenvolupament. En general, l'anus només s'obre en acabar el creixement larvari.

### Amenaces
Els himenòpters com a grup són molt susceptibles a la pèrdua d'hàbitat, la qual cosa pot provocar disminucions substancials de la riquesa d'espècies i tenir implicacions ecològiques importants a causa del seu paper fonamental com a pol·linitzadors de plantes.

## Galeria

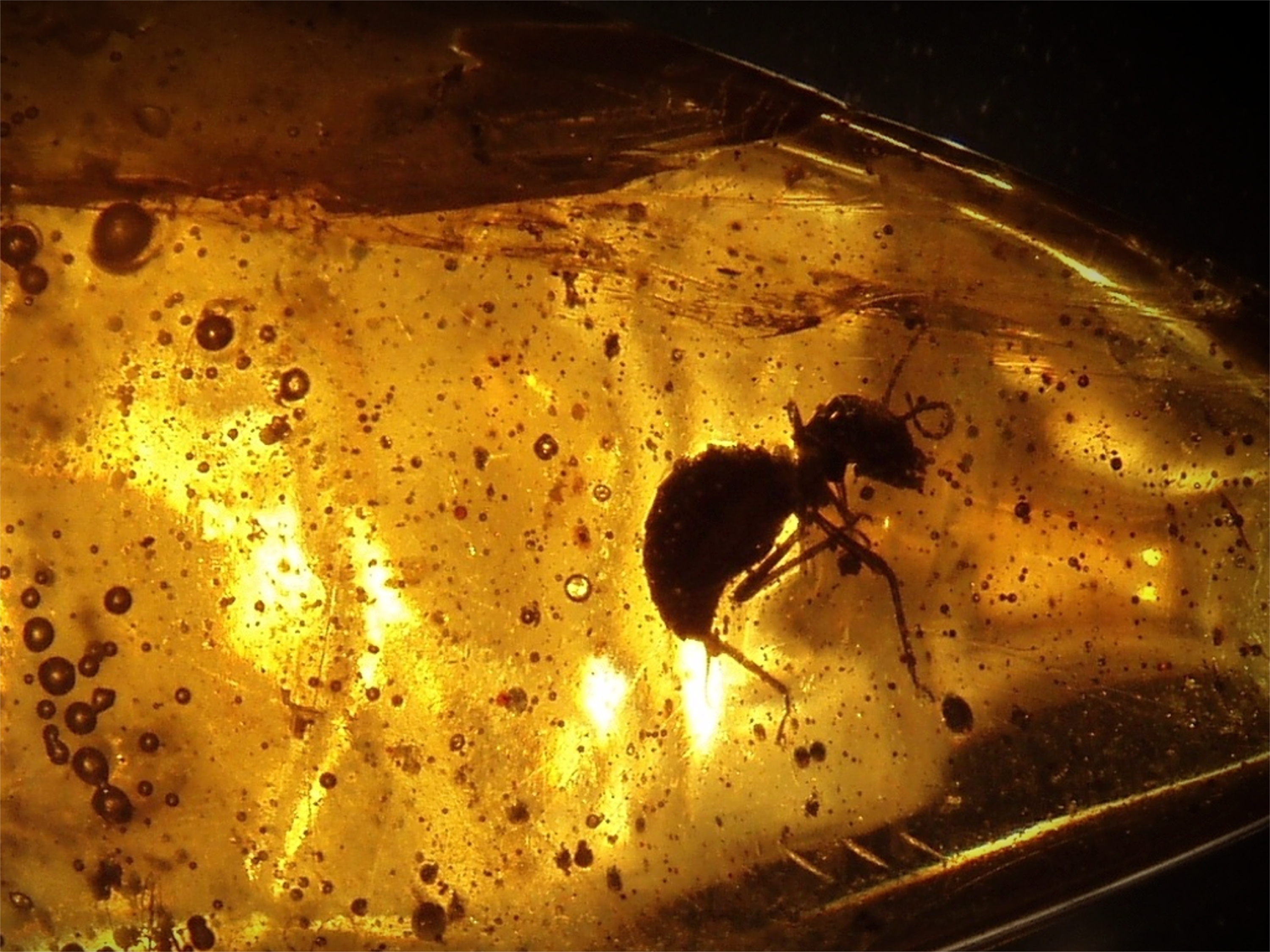
Formiga fòssil en ambre
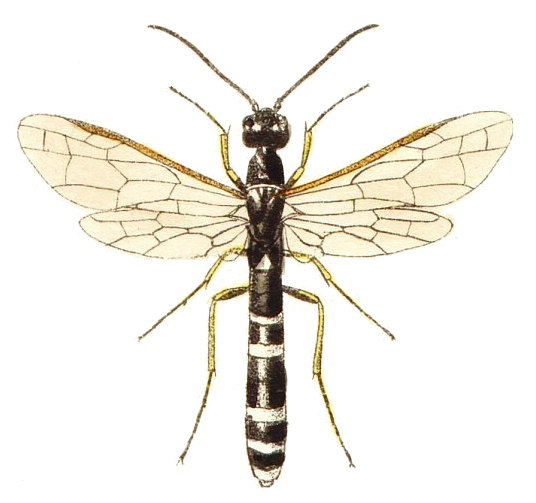
Hartigia linearis (família Cephidae)
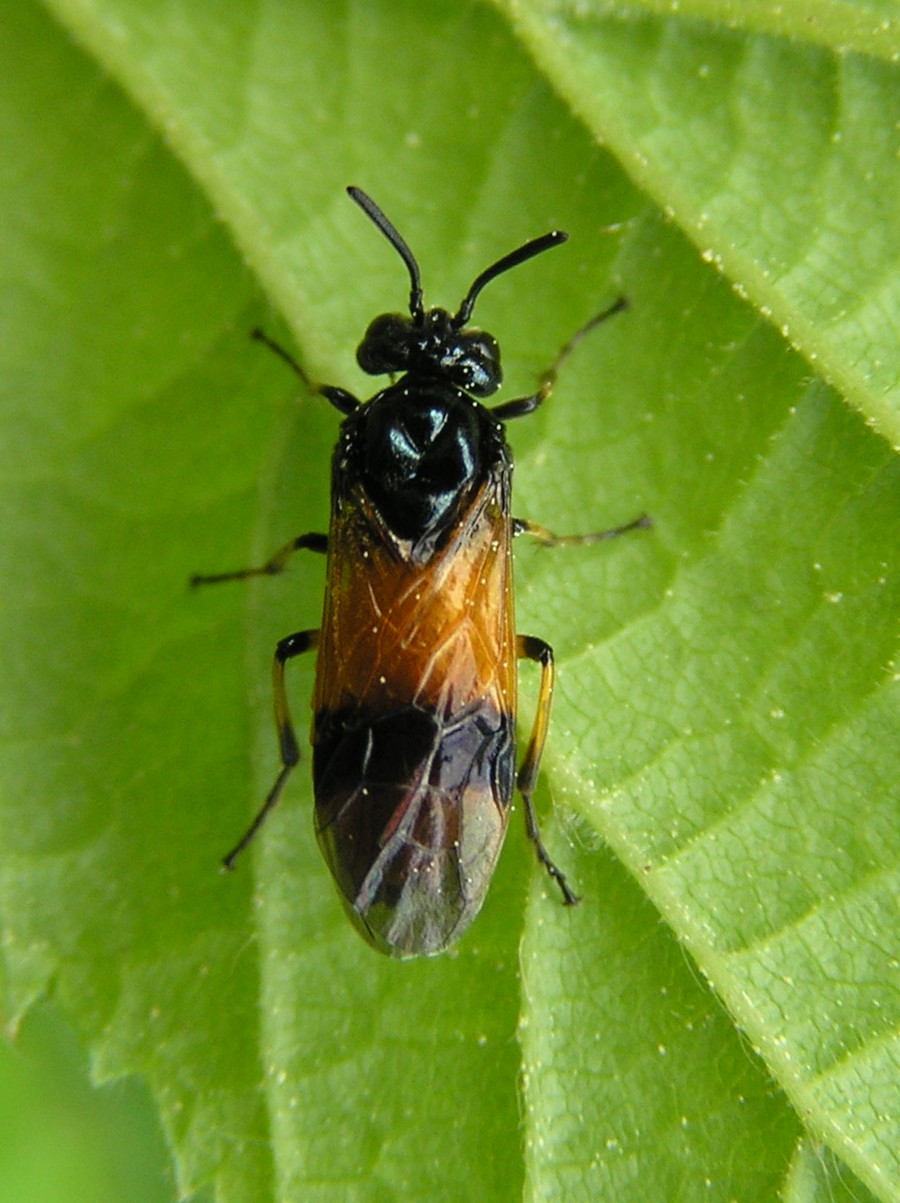
Arge cyanocrocea (família Argidae) Polònia
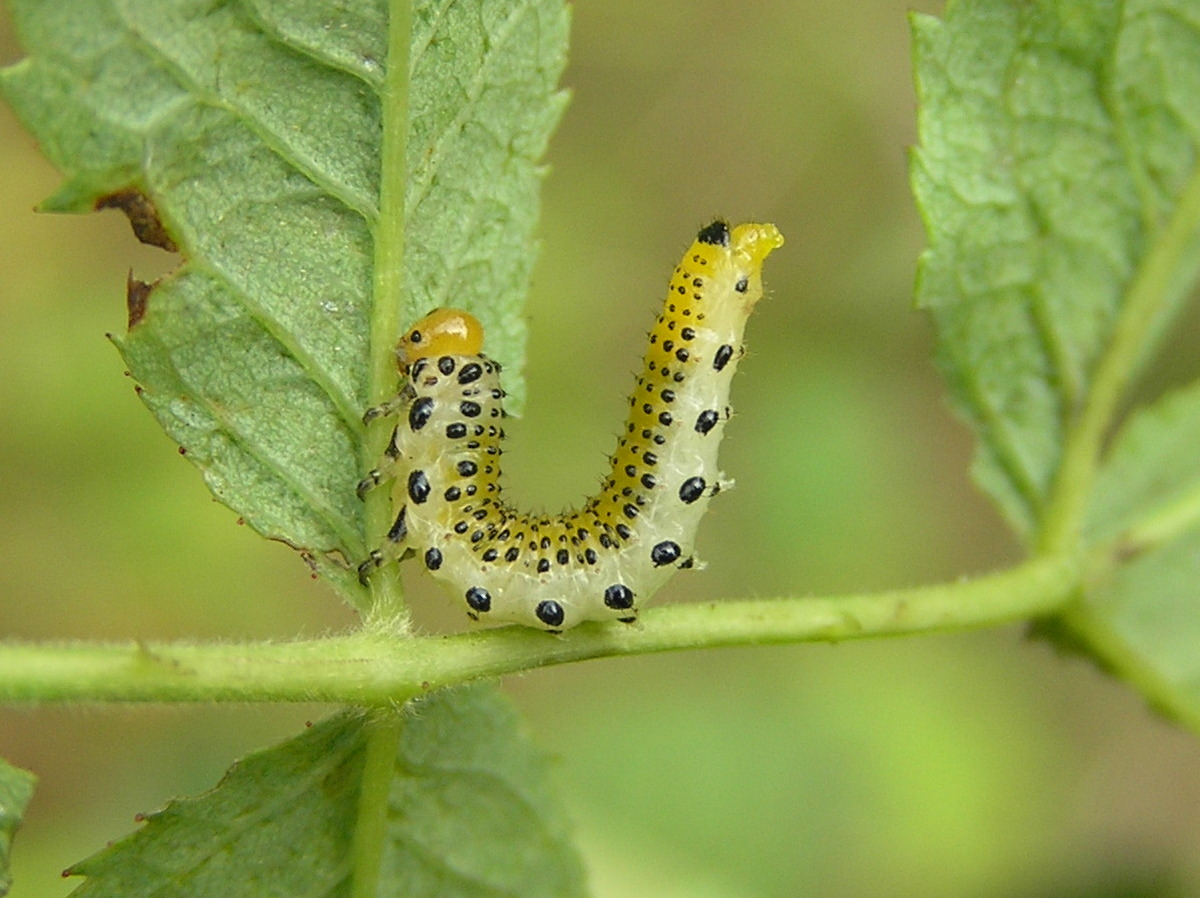
Arge pagana Polònia
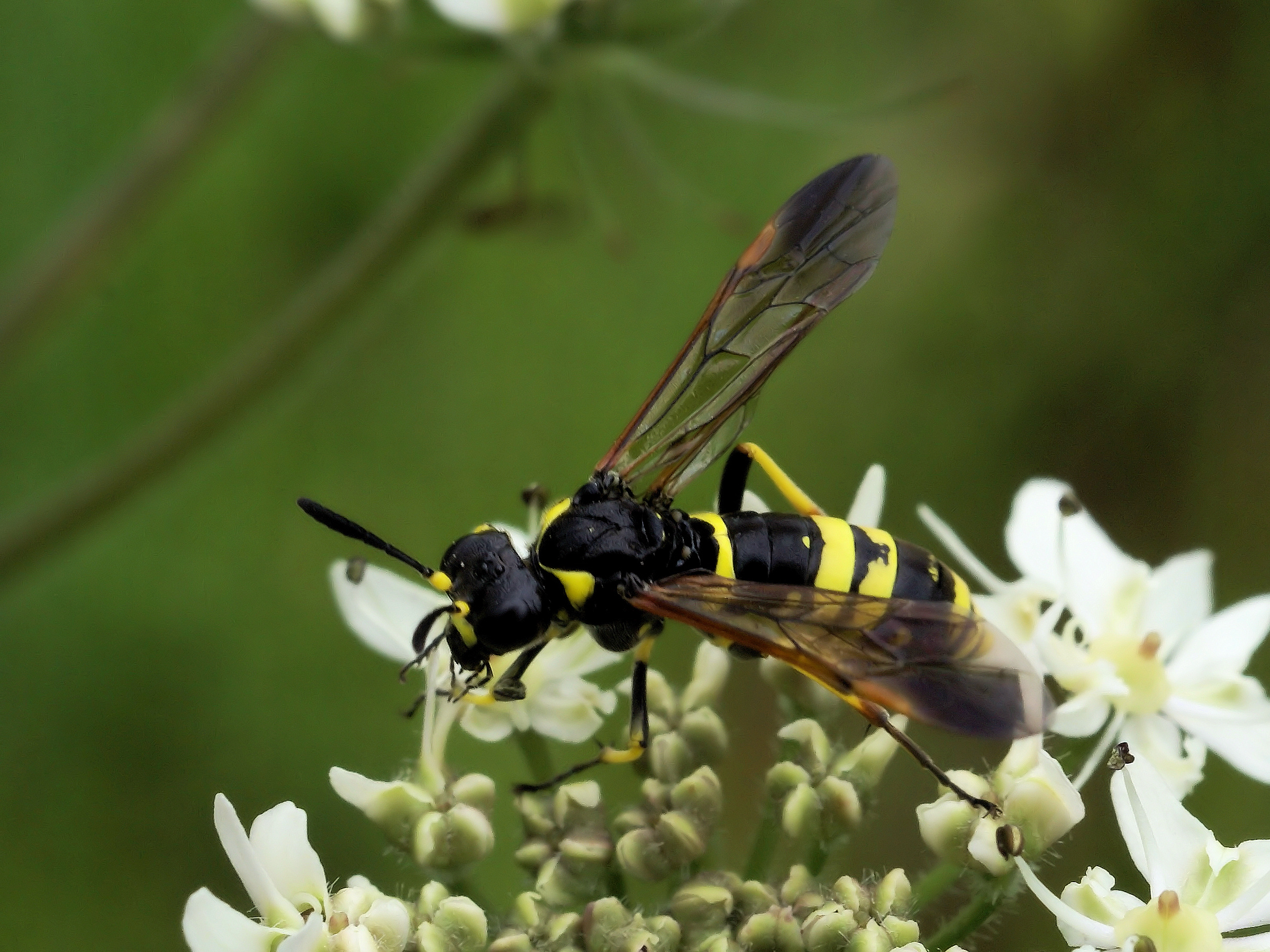
Tenthredo largiflava (família Tenthredinidae) Belgica
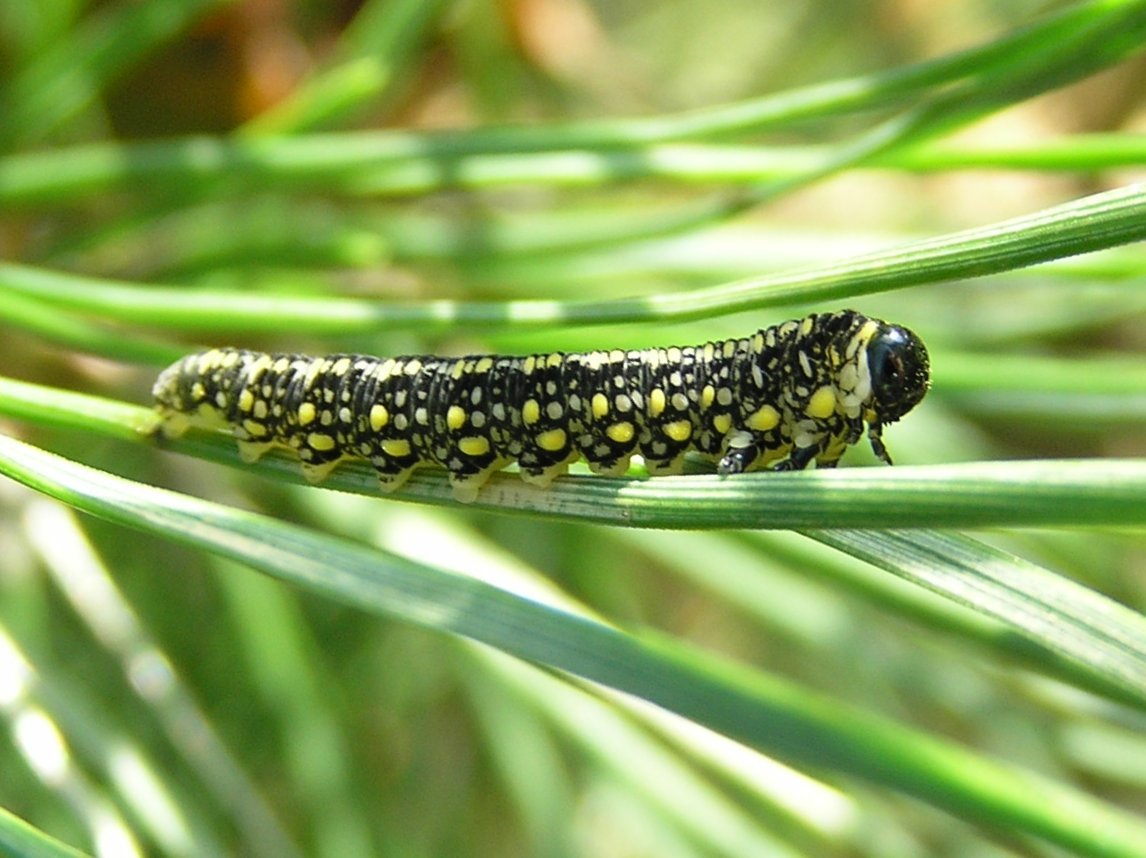
Diprion simile Polònia
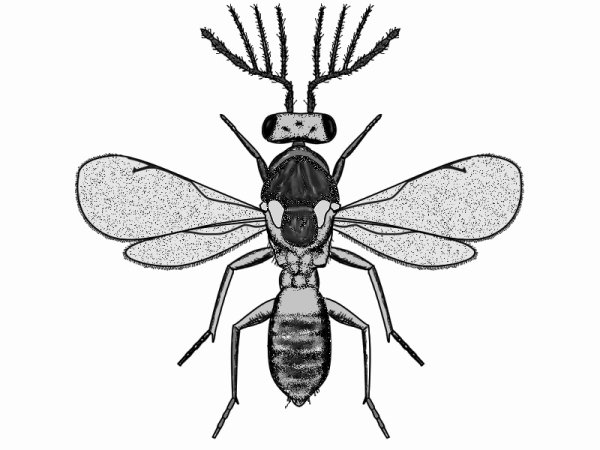
Pnigalio mediterranens Famélia Eulophidae
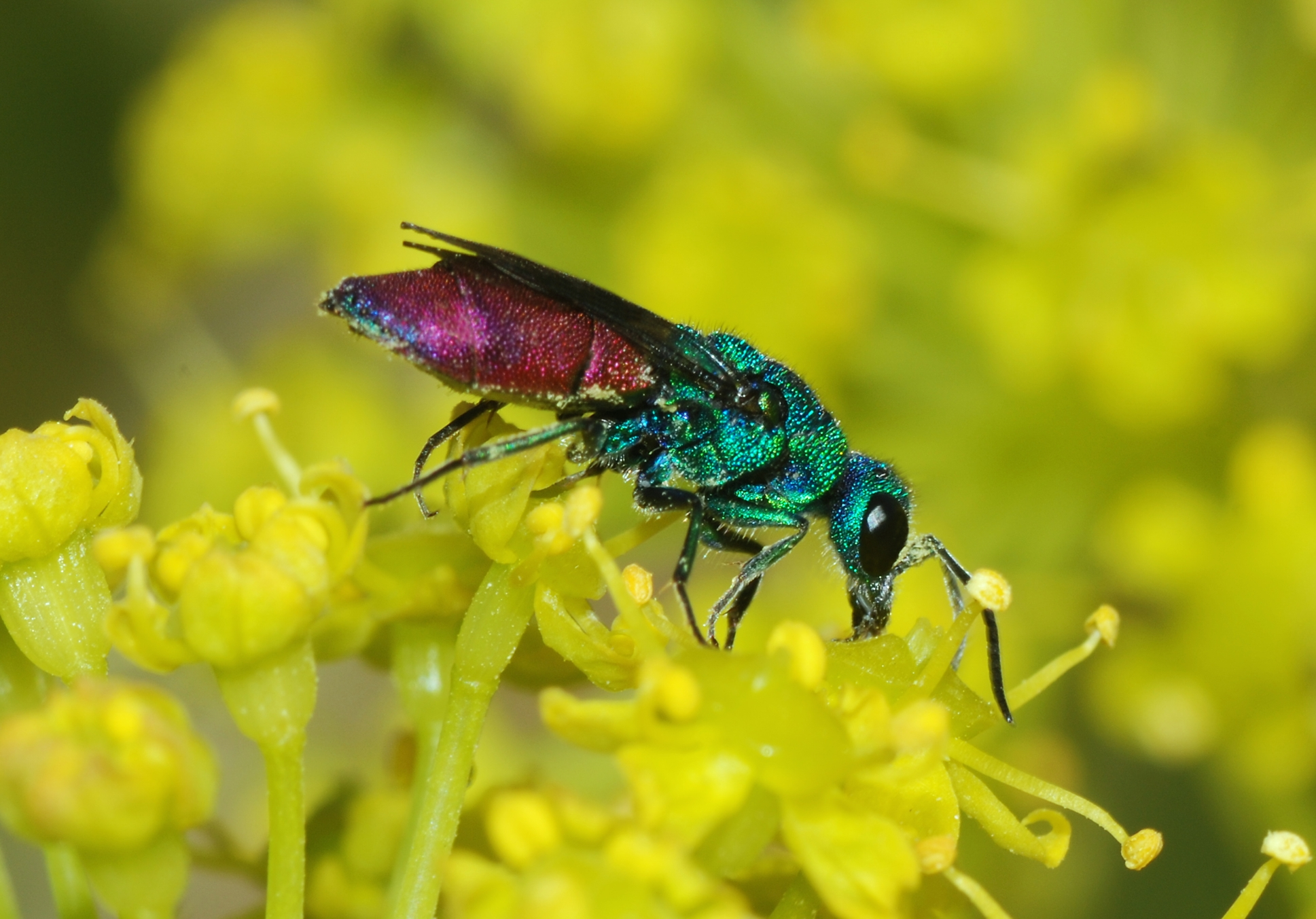
Chrysis ignita (famélia Chrysididae)
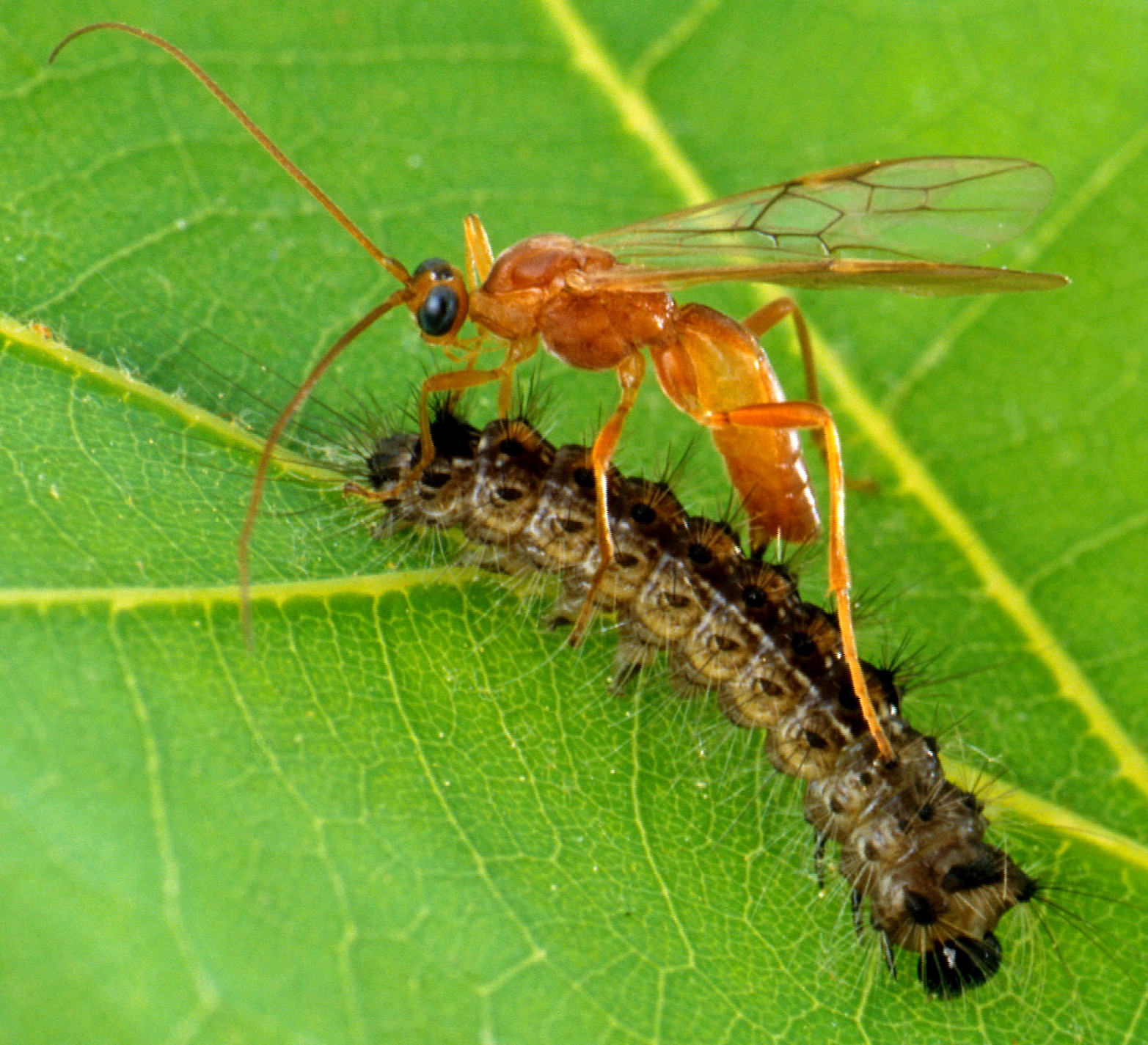
Aleiodes indiscretus parasitant a una larva d'arna
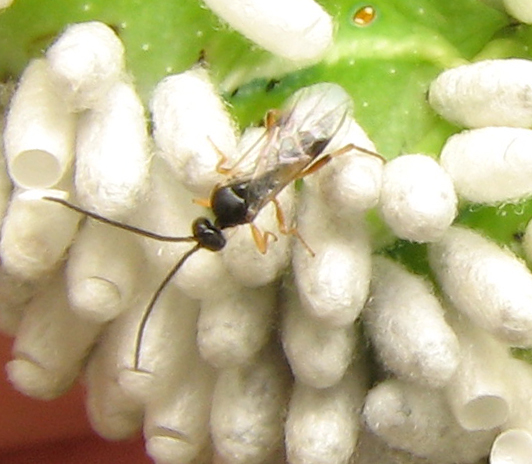
Cotesia congregata parasitant a una eruga. Pennsilvanià, Estats Units
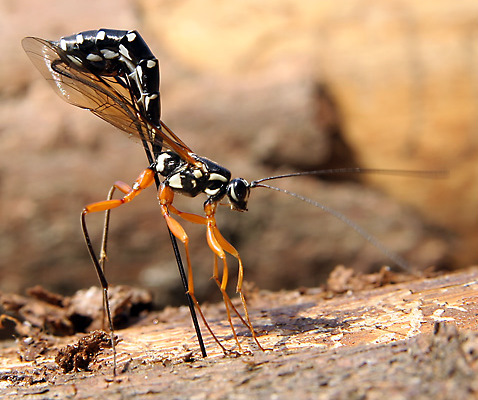
Rhyssa persuasoria femella dipositant els ous
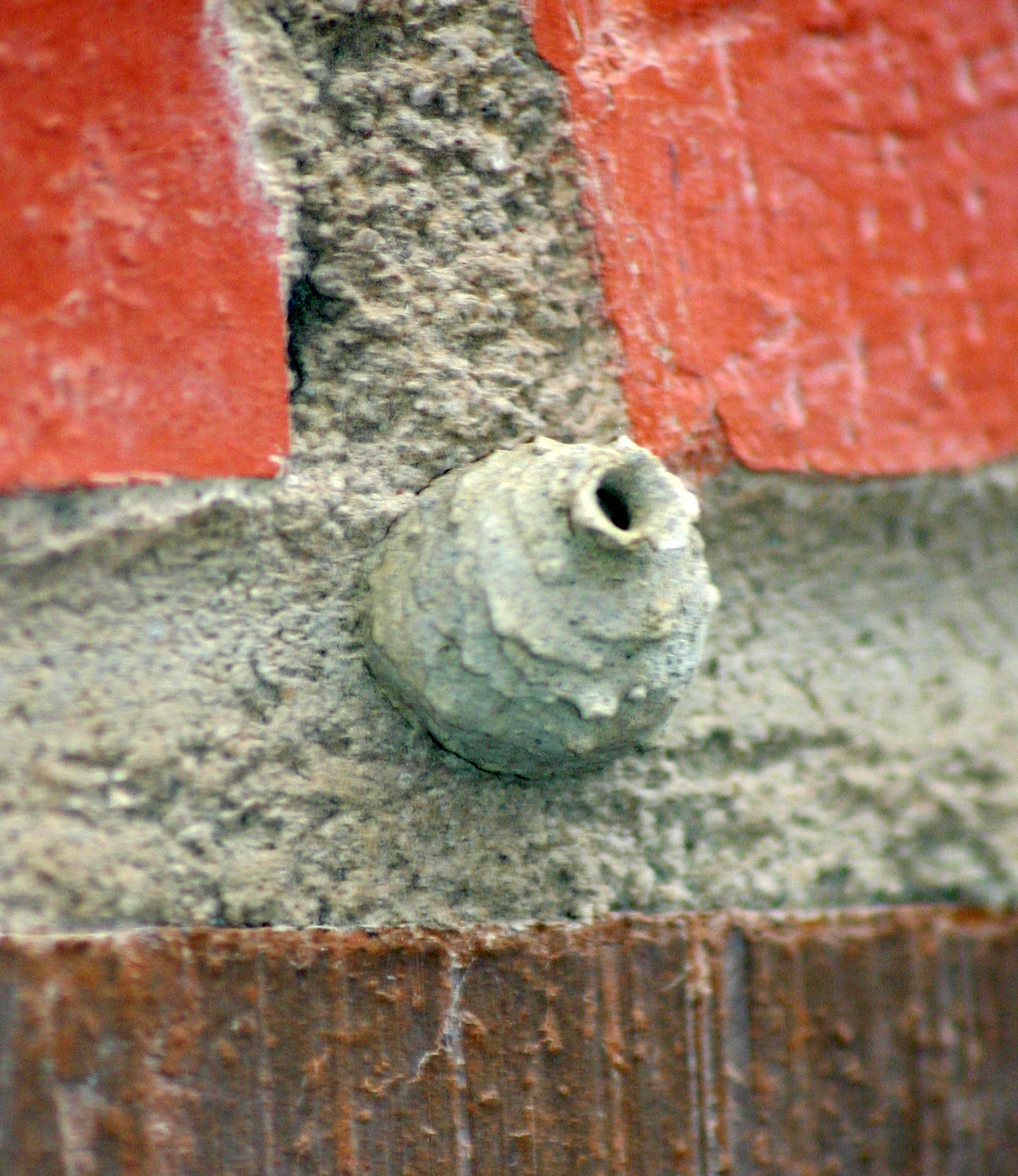
Niu d'Eumenidae. Carolina del Sud, Estats Units
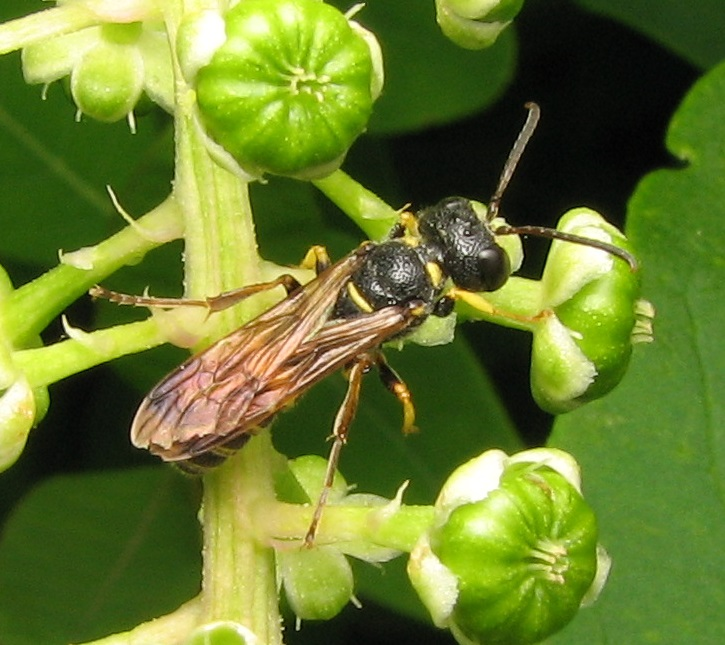
Cerceris macho (família Crabronidae) Pennsilvania, Estats Units
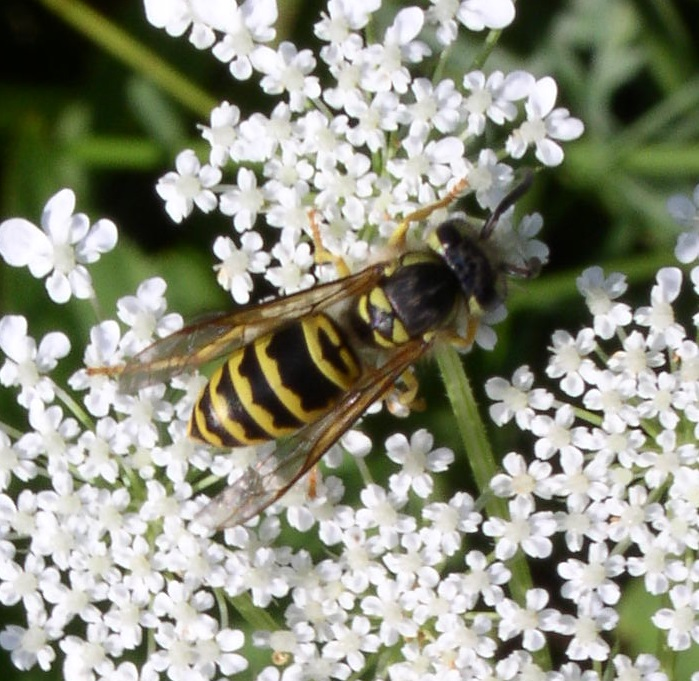
Vespula maculifrons (família Vespidae) Pennsilvania, Estats Units
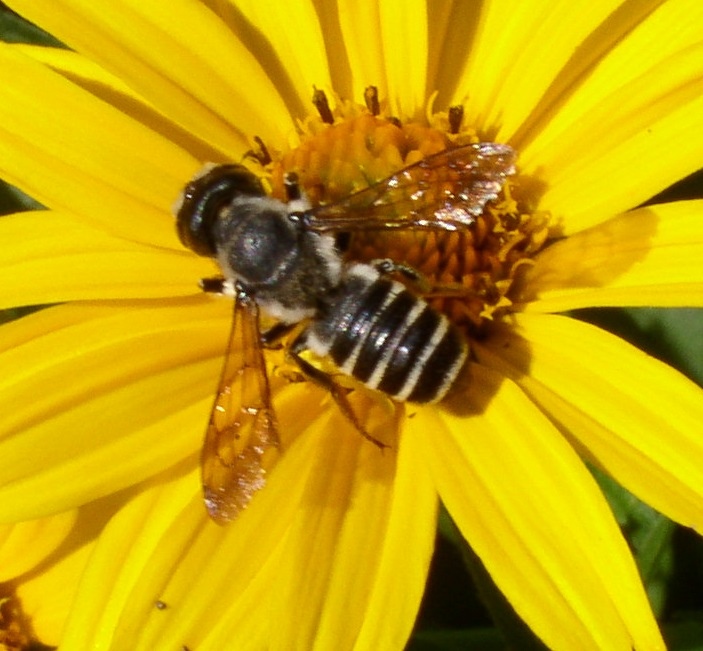
Megachile sp. (família Megachilidae) en girasol. Pennsilvania, Estats Units
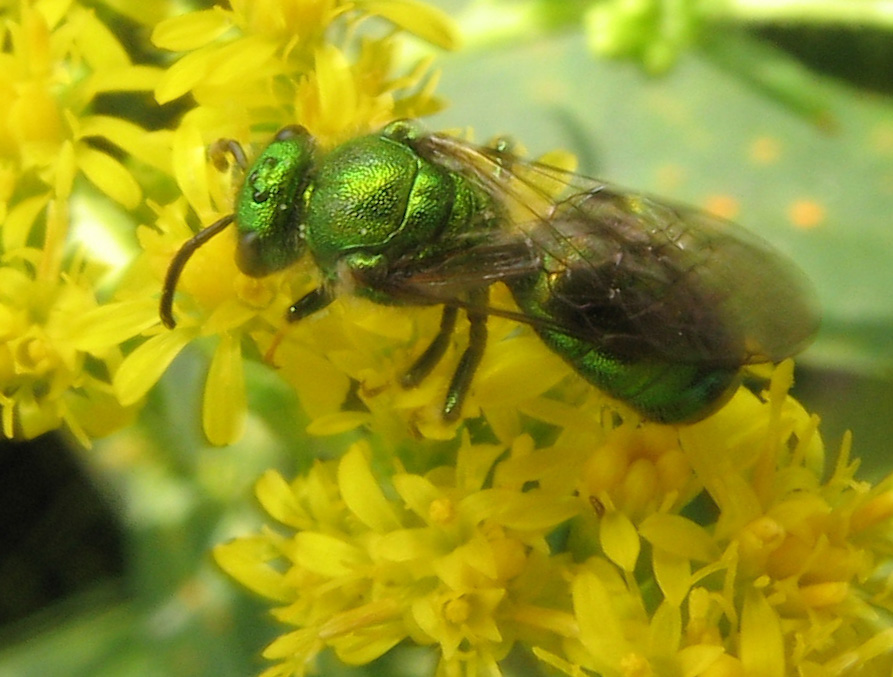
Augochloropsis metallica femella (família Halictidae). Pennsilvania, Estats Units
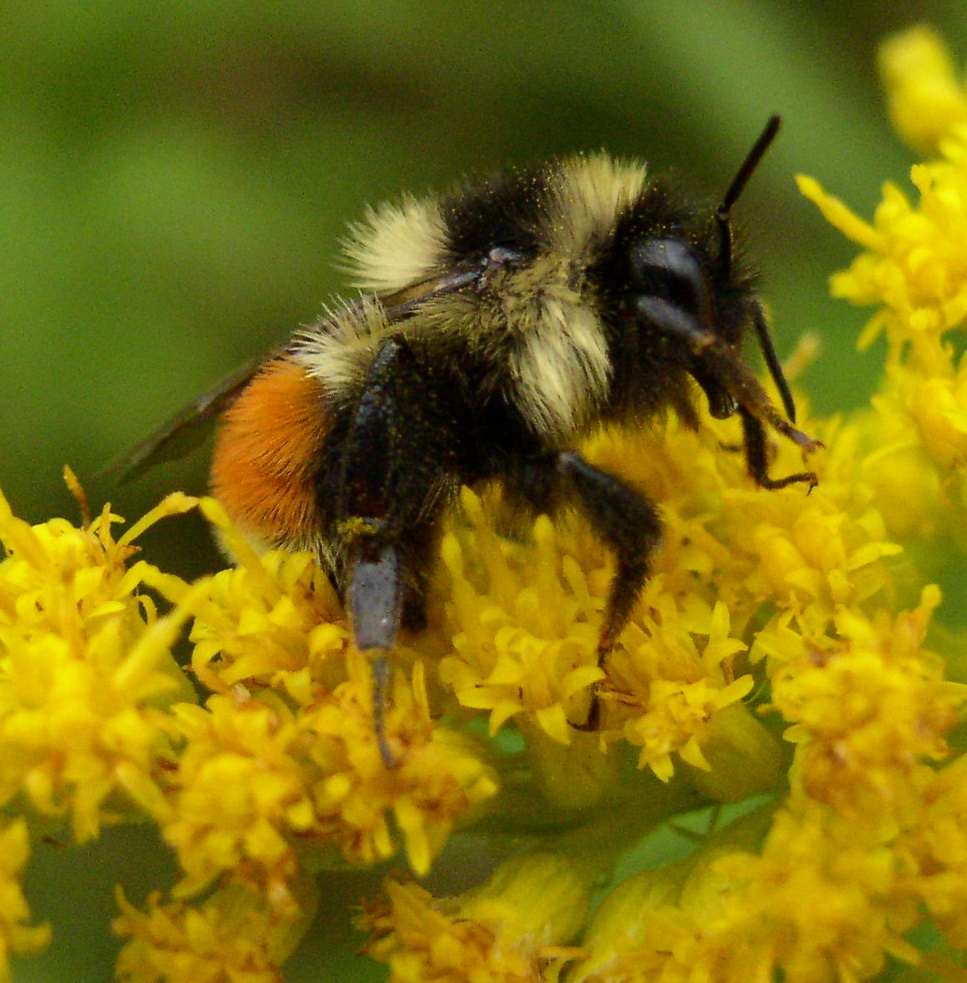
Bombus ternarius (família Apidae). Michigan, Estats Units.
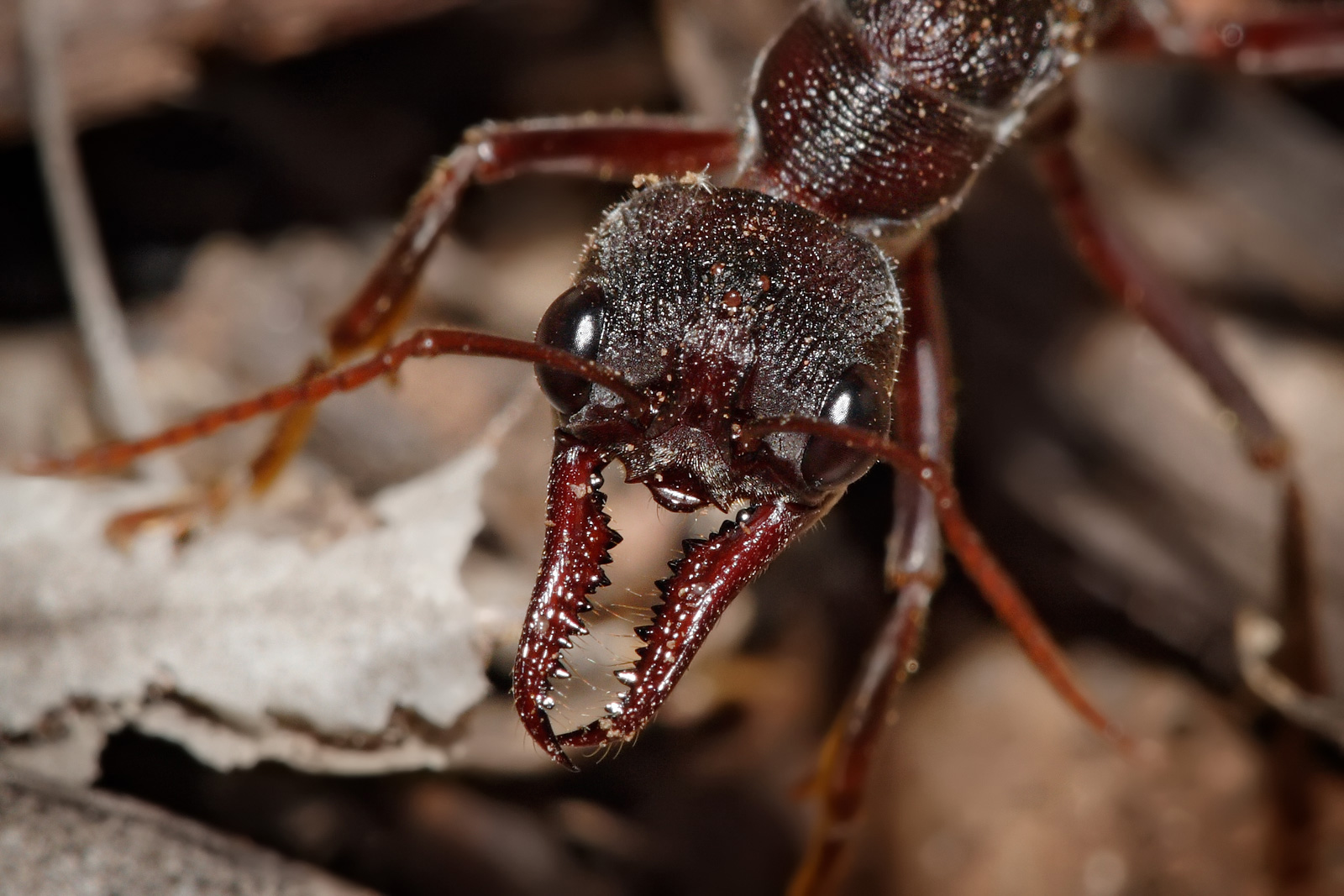
Formiga Myrmecia sp.
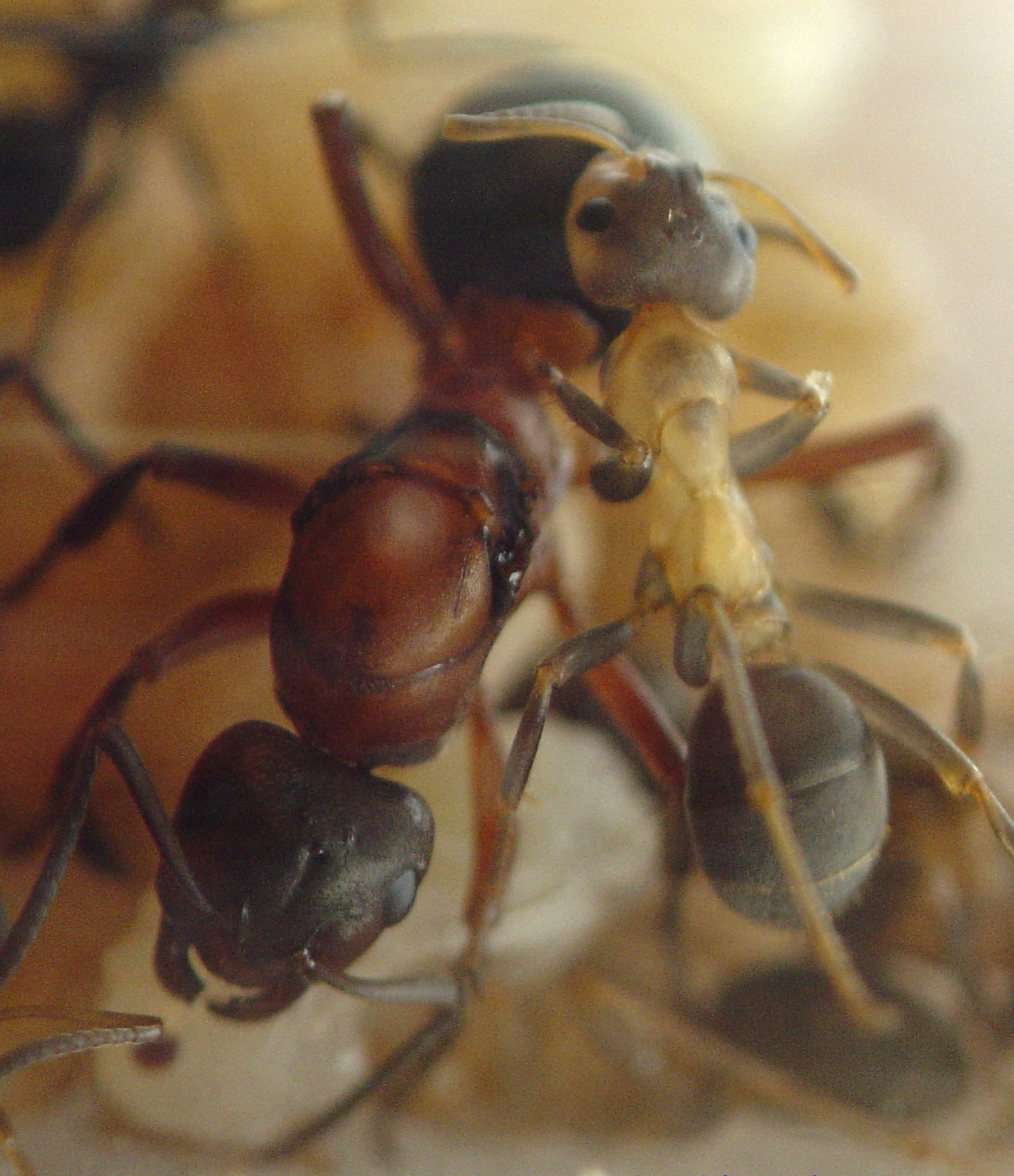
Formica sanguinea, reina (esquerra) i obrera (dreta)